# Letis tiasa
Letis tiasa är en fjärilsart som beskrevs av Druce 1890. Letis tiasa ingår i släktet Letis och familjen nattflyn. Inga underarter finns listade i Catalogue of Life.